# Lehamite Falls
Lehamite Falls es una cascada que se encuentra en el parque nacional de Yosemite. 
Consta de una larga serie de grandes cascadas que caen 360 m  en el Valle de Yosemite, en una manera similar a la Sentinel Fall. Las cataratas se encuentran en una pequeña hendidura en la pared norte del valle conocido como Indian Canyon, y a la derecha del Salto Yosemite y por encima del pueblo de Yosemite. "Lehamite" es una palabra nativa para "durillo".
 También son poco conocidas ya que las cataratas aparecen sólo en el comienzo de la primavera o después de una lluvia fuerte. Es una de las pocas características en el parque que ha conservado su nombre Ahwaneechee original .